# Гарднер, Кейт
Кейт Элвин Сент Хоуп Гарднер (англ. Keith Alvin Saint Hope Gardner; 6 сентября 1929 — 25 мая 2012, Ливингстон, штат Нью-Джерси, США) — ямайский легкоатлет, бронзовый призер летних Олимпийских игр 1960 года в Риме в эстафете 4×400 м в составе сборной Федерации Вест-Индии.

## Спортивная карьера
Первым крупным успехом спортсмена на международной арене стало участие на Играх Центральной Америки и Карибского бассейна в Мехико (1954), на которых он в составе национальной сборной выиграл эстафеты 4×100 и 4×400 м, стал вторым в забеге 110 м с барьерами и третьим в прыжках в длину. В том же году выиграл на дистанции 120 ярдов с препятствиями на Играх Британской империи и стран Содружества в Ванкувере.
На Панамериканских играх 1955 года в Мехико стал серебряным призером на дистанции 110 метров с барьерами и в эстафете 4×400. Через год на Олимпиаде 1956 года в Мельбурне выступил неудачно, поскольку эстафетная команда Ямайки была дисквалифицирована из-за помехи немецким бегунам. На очередных Играх Содружества (1958) стал чемпионом на дистанции 120 ярдов с препятствиями и 100 ярдов, выиграл серебро в беге на 220 ярдов и бронзу в эстафете 4х440 ярдов. На Олимпийских играх 1960 года в Риме выступал за сборную Федерации Вест-Индии, в составе которой стал третьим в эстафете 4×400 м. В забеге 110 м с барьерами финишировал пятым.